# Acaena laxiflora
Acaena laxiflora é uma espécie de rosácea do gênero Acaena, pertencente à família Rosaceae.